# Coop Italia
Coop Italia és un sistema de cooperatives italianes que inclou una xarxa de botigues de conveniència, supermercats i hipermercats. La marca s'atribueix a les cooperatives de consum associades a Coop Italia, que al seu torn és membre de la Lliga Nacional de Cooperatives i Mútues.
Els punts de venda Coop estan generalitzats sobretot al centre i al nord d'Itàlia, i especialment a la Toscana i l'Emília-Romanya. Tot i que augmenta la seva presència al Sud (sobretot a la Pulla) i a les Illes, el sistema no cobreix tot el territori nacional.
L'objectiu principal de les cooperatives de consum és protegir el poder adquisitiu i la seguretat alimentària. Amb aquesta finalitat, compren béns de qualitat per revendre'ls a preus avantatjoses als seus socis i consumidors en general. La promoció de l'alimentació ecològica també és un dels principals objectius de Coop.

## CoopVoce

CoopVoce

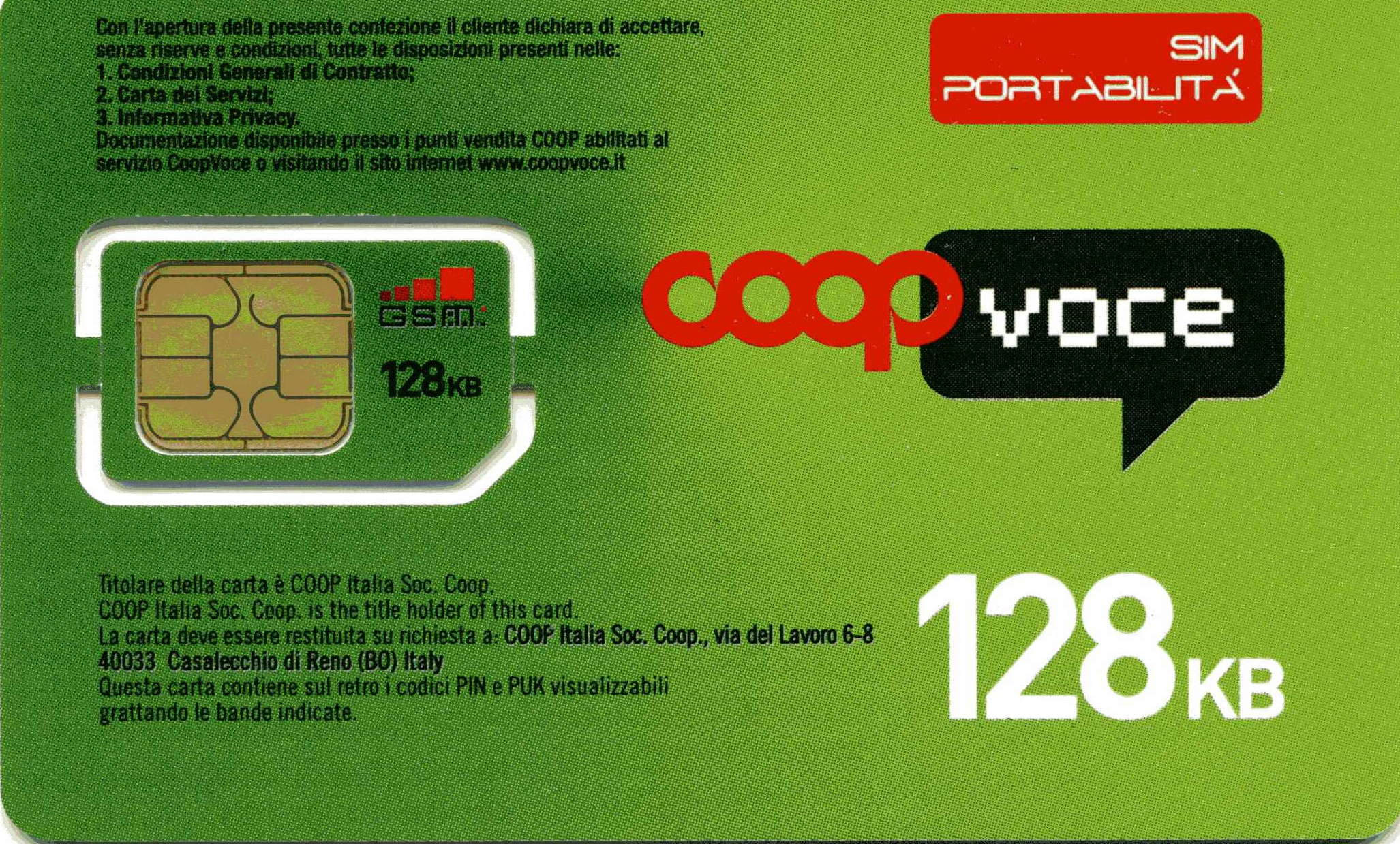
Targeta SIM de CoopVoce

CoopVoce és l'operador de telefonia mòbil de Coop. És el primer operador virtual de telefonia mòbil llançat a Itàlia.
Operativa des de l'1 de juny de 2007 com a ESP MVNO, després d'una fase experimental d'uns tres mesos de durada, neix de l'acord entre Coop i TIM, del qual utilitza la xarxa GSM/UMTS/LTE per a la prestació del servei.
Per a la numeració de les seves targetes SIM, CoopVoce utilitza la primera dècada del 331 decamileous (és a dir, 331-1) i la tercera dècada del 370 decamileous (és a dir, 370-3).
L'oferta CoopVoce només està disponible en versió de prepagament, tant per a particulars com per a números d'IVA, i es pot subscriure als punts de venda Coop que participen en la iniciativa.